# دریاچه گوردون
دریاچه گوردون (به انگلیسی: Lake Gordon) دریاچه سد گوردون واقع در جنوب غربی تاسمانی در استرالیا است که به‌واسطهٔ ساخت این سد در قسمت‌های بالادست رود گوردون در اوایل دههٔ ۱۹۷۰ در پشت آن به‌وجود آمده‌است. این دریاچهٔ مخزنی بزرگترین و درعین حال بحث‌برانگیزترین طرح تولید نیروی برق‌آبی در تاسمانی به‌شمار می‌رود.
دریاچه گوردون مساحتی برابر با ۲۷۲ کیلومتر مربع را دربر می‌گیرد و گنجایش ذخیرهٔ ۱۲٬۵ کیلومتر مکعب آب را در خود دارد که این ظرفیت، ۲۵ برابر بیشتر از حجم آب بندرگاه سیدنی است. دریاچهٔ گوردون از طریق کانال مک‌پارتلنز با دریاچه پِدِر مرتبط است.